# Trebujena
Trebujena er en by og kommune i det sydlige Spanien i provinsen Cádiz. Den har et indbyggertal på 7.015 (2024) indbyggere.